# دهستان شرق و غرب شیرگاه
دهستان شرق و غرب شیرگاه، دهستانی است از توابع بخش مرکزی شهرستان سوادکوه شمالی در استان مازندران. دهستان شرق و غرب شیرگاه شامل 8 روستای کلیج خیل ، چالی ، آهنگرکلا ، آبدنگسر ، شیرجیکلا ، تپه سر و اسلام آباد است که روستای کلیج خیل مرکز این دهستان می باشد .
جمعیت این دهستان بر اساس سرشماری سال ۱۳۸۵ در حدود (۲۸۲۶ خانوار) ۱۰۳۹۶ نفر است.